# Wapen van Saba
Het wapen van Saba werd op 6 december 1985 per eilandsverordening vastgesteld voor het eilandgebied Saba van de Nederlandse Antillen.
Bij Koninklijk Besluit van 20 september 2010, nr. 10.002570 werd het wapen van het eilandgebied als wapen van het openbaar lichaam Saba als volgt bevestigd: in zilver een berg van sinopel, waarvan de top omringd wordt door een wolk van zilver, vergezeld rechtsboven van een tropische vis van azuur en goud, linksboven van een getuigde driemaster van keel, de zeilen en de naar links waaiende mastvlaggen van zilver, en onder van een aardappel van natuurlijke kleur. Het schild van achteren gehouden door een Audubon pijlstormvogel van natuurlijke kleur, ter weerszijden vergezeld van een steel met drie koolbladeren van sinopel. Wapenspreuk: REMIS SABA VELISQUE in Latijnse letters van sabel op een lint van goud.
Volgens de eilandsverordening van 1985 is de Audubons pijlstormvogel (Puffinus lherminieri) een vogel die lokaal veel voorkomt en die ook afgebeeld is op de ambtsketen van Saba. De tropische vis verwijst naar de historische rol die de visserij op de Sababank had. De getuigde driemaster verwijst naar de internationale bekendheid die de Sabaanse zeelieden ooit hadden. De aardappel verwijst naar de van oudsher bekende Sabaanse aardappelen en het uitstekende klimaat van Saba. De latijnse spreuk "Remis Velisque" betekent letterlijk "met roeiriemen en zeilen", maar kan figuurlijk worden opgevat als "met alle kracht vooruit".